# Скопенко Степан Федорович
Степан Федорович Скопенко (21 серпня 1922, Струговка — 18 лютого 2011) — український юрист, почесний працівник прокуратури.

## Біографія

Могила Степана Скопенка

Народився 21 серпня 1922 року в селі Струговці Чернігівської губернії (тепер Гордієвського району Брянської області). У 1939–1941 роках навчався на фізико-математичному факультеті Харківського університету. В органах прокуратури працював з 1942 року (після закінчення 3-місячних курсів прокурорсько-слідчих працівників): слідчим у Північно-Осетинській АРСР і Красноводській міськрайпрокуратурі (Туркменистан), старшим слідчим Красноводської обласної прокуратури, прокурором слідчого відділу прокуратури Дніпропетровської області, помічником прокурора міста Миколаєва, прокурором, начальником слідчого відділу прокуратури, заступником прокурора Миколаївської області. В 1950 році закінчив Харківську філію Всесоюзного юридичного заочного інституту.
З 1962 року — в Прокуратурі УРСР: начальник слідчого відділу. З травня 1966 року — заступник прокурора УРСР — начальник слідчого управління прокуратури, а з 1983 по 1987 рік — перший заступник прокурора УРСР. 
З 2000 року — викладач, старший викладач Інституту підвищення кваліфікації Генеральної прокуратури України, а з жовтня 2002 року — старший викладач Академії прокуратури України при Генеральній прокуратурі України. Автор ряду праць з питань прокурорсько-слідчої діяльності.
Помер 18 лютого 2011 року. Похований в Києві на Байковому кладовищі (ділянка № 33).